# Trattato di Ganja
Il trattato di Ganja venne concluso tra l'Impero russo e l'Impero safavide di Persia il 10 marzo 1735, presso la attuale città azera di Gäncä. Il trattato istituì un'alleanza difensiva contro l'Impero ottomano che aveva subito una notevole sconfitta nella Guerra ottomano-persiana (1730-35). Il governo russo si accordò per restituire alla Persia i territori rimanenti nel Caucaso settentrionale e meridionale, incluse le città di Derbend e Baku, che erano state a suo tempo conquistate da Pietro il Grande negli anni '20 del Settecento. Il trattato confermò inoltre i termini del trattato di Resht del 1732 col quale la Russia confermò la rinuncia alle proprie pretese su Gilan, Mazandaran ed Astrabad, e la Persia riconobbe Vakhtang VI, re georgiano in esilio. Il trattato diede alla Russia un valido aggancio diplomatico per la guerra con gli ottomani per via dell'appoggio del governante iraniano Nadir Shah sulla frontiera occidentale dell'impero.